# Автошлях Т 2013
Автошлях Т 2013 — автомобільний шлях територіального значення в Тернопільській області. Проходить територією Тернопільського та Кременецького районів через Зборів — Залізці — Почаїв. Загальна довжина — 57,1 (60)  км.